# الغزو السويدي لروسيا
الغزو السويدي روسيا  هي حملة شنها كارل الثاني عشر ملك السويد خلال الحرب الشمالية العظمى بين السويد والدول الحليفة روسيا وبولندا والدنمارك. بدأ الغزو مع عبور تشارلز لفيستولا في 1 يناير 1708، وانتهى فعليًا بهزيمة السويد في معركة بولتافا في 8 يوليو 1709، على الرغم من استمرار تشارلز في تشكيل تهديد عسكري لروسيا لعدة سنوات بينما كان تحت حماية الأتراك العثمانيون.
في السنوات التي سبقت غزو روسيا، كان تشارلز قد أوقع هزائم كبيرة على القوات الدنماركية والبولندية، وتم تنصيب الملك ستانيسلاس ليسزينسكي في بولندا. بعد أن عزز انتصاراته هناك، وجه تشارلز انتباهه إلى روسيا. دخل روسيا عن طريق عبور نهر فيستولا المتجمد على رأس 40 ألف رجل، نصفهم تقريبًا من سلاح الفرسان. كان هذا التكتيك من سمات أسلوبه العسكري الذي اعتمد على تحريك الجيوش بسرعة كبيرة فوق تضاريس غير متوقعة. نتيجة لهذا البدء السريع للحملة، كاد تشارلز أن يخوض معركة مع بطرس الأكبر بعد شهر واحد فقط من الحملة، ووصل إلى هرودنا، الآن في بيلاروسيا، بعد ساعتين فقط من تخلي القوات الروسية عنها.
كان تشارلز قائدًا عسكريًا ماهرًا، وربما اعتبر الغزو محفوفًا بالمخاطر؛ كان قد قاوم نصيحة جنرالاته بالغزو خلال الشتاء الروسي بعد معركة نارفا الأولى (1700) . اختار مواصلة غزوه الآن لأنه توقع تعزيزات سويدية وتحالف القوزاق بقيادة إيفان مازيبا. ومع ذلك، تعرض الجيش السويدي المعزز لكمين من قبل الروس، ودمر الجيش الروسي بقيادة ألكسندر دانيلوفيتش مينشيكوف عاصمة مازيبا وطارده إلى تشارلز مع 1300 رجل فقط.
زاد الغزو تعقيدًا بسبب إستراتيجية الأرض المحروقة التي صاغها بيتر وجنرالاته. تراجعت الجيوش الروسية باستمرار، حيث قامت بتفريق الماشية وإخفاء الحبوب في بلدات الفلاحين التي مروا بها، وحرقوا المحاصيل غير المحصودة، ولم يتركوا أي موارد للجيش السويدي لدرء الشتاء الروسي. بحلول نهاية شتاء 1708-1709، دمر «الصقيع العظيم عام 1709» الجيش السويدي وقلصه إلى 24000 رجل. في مايو 1709، واجعت القوات السويدية الروس، واشتبك الجيشان في معركة بولتافا. تم هزيمة السويديين، واضطر الجزء الأكبر من جيش تشارلز، حوالي 19000 رجل، إلى الاستسلام.
فر تشارلز مع 543 رجلاً من رجاله الي حماية الأتراك العثمانيين في الجنوب، الذين كانوا تقليديًا معادين لروسيا. هنا، تمكن تشارلز في النهاية من إقناع السلطان أحمد الثالث بإعلان الحرب على روسيا. بدعم من جيش تركي قوامه 200000 رجل، قاد تشارلز الأتراك إلى الحرب الروسية التركية (1710-1711) . قبل أن يخوض تشارلز المعركة، كان بيتر قادرًا على رشوة الوزير التركي للسلام. بهذا، انتهت طموحات تشارلز في غزو روسيا.
كانت عواقب الغزو الفاشل بعيدة المدى. لم تضف الإمبراطورية السويدية أي أراضي جديدة بعد معركة بولتافا، وبعد ذلك بوقت قصير فقدت المزيد من الممتلكات. قاد جورج الأول ملك بريطانيا العظمى بريطانيا العظمى وبروسيا إلى الحرب ضد السويد، وعادت الدنمارك إلى الحرب. حافظت روسيا على ممتلكاتها التي احتلتها في إنجريا ودول البلطيق، وتمكنت من تعزيز سيطرتها على أوكرانيا وبولندا، وتطوير مدينة سانت بطرسبرغ الجديدة، واكتساب روابط تجارية حيوية في تجارة البلطيق. اكتسب بطرس الأكبر أيضًا مكانة أخرى في أوروبا، وفاز لويس الرابع عشر كحليف.{